# Japan Expo Sud
Japan Expo Sud(ジャパン・エキスポ・スード)とは日本のマンガ、アニメ、ゲーム、音楽、ファッション、武道、伝統文化など多様な日本の文化を扱う博覧会である。2009年より毎年2月下旬、あるいは3月上旬にフランス・マルセイユのParc Chanotで開催されている。
初回の2009年はChibi Japan Expoのマルセイユ版としてChibi Japan Expo Sudの名前で開催された。「Sud」とはフランス語で「南」の意味である。2012年は3月2日から3月4日にかけて開催された。

## 開催概要
| 回数   | 開催期間               | 日本からの主な招待ゲスト                                                                 |
| ------ | ---------------------- | ---------------------------------------------------------------------------------------- |
| 第1回  | 2009年2月20日 - 22日   | 塩崎 雄二、송양하、藤村 亮、☆Wotaku World Wave☆                                          |
| 第2回  | 2010年2月19日 - 21日   | Aoi、赤根和樹、うるし原智志、大野敬正、Jelly Beans                                       |
| 第3回  | 2011年2月25日 - 27日   | 大野敬正、コザキユースケ、小林治、有希、ヘッド・フォン・プレジデント                     |
| 第4回  | 2012年3月2日 - 4日     | 秋赤音、岡迫亘弘、真崎春望、しげまつ貴子、英洋子                                         |
| 第5回  | 2013年3月1日 - 3日     | 麻宮騎亜、市口桂子、幾原邦彦、恩田尚之、AMARANYX、分島花音、MAN WITH A MISSION、DJ O-ant |
| 第6回  | 2015年3月6日 - 8日     | 片岡人生、近藤一馬、アダムス、上城祐之、河北麻友子、MUTANT MONSTER                       |
| 第7回  | 2016年2月24日 - 26日   | 羽原信義、和田卓也、JinnyOops!、ONE NOT'E、spoon+、うみくん                              |
| 第8回  | 2017年2月24日 - 26日   | うみくん、横田守、新垣重文、ILU GRACE、岩佐美咲                                          |
| 第9回  | 2018年3月9日 - 11日    | 大橋学、英洋子、ミオヤマザキ、真崎春望、ROA                                              |
| 第10回 | 2019年2月22日 - 24日   | BANZAI JAPAN、kolme、西位輝実、有坂愛海                                                  |
| 第11回 | 2020年2月28日 - 3月1日 | Task have Fun, 諏訪 道彦, 佐藤 正樹                                                      |
| 第12回 | 2021年3月5日 - 7日     |                                                                                          |